# تاینای ۱۰۳۶۴
سیارک ۱۰۳۶۴ (به انگلیسی: 10364 Tainai، نامگذاری:1994VR1) ده هزار و سیصد و شصت و چهارمین سیارک کشف شده‌است که در ۳ نوامبر ۱۹۹۴ کشف شد.
قدر مطلق سیارک برابر ۱۵٫۵ است.